# Десант в Лиинахамари
Десант в Лиинахамари 12—14 октября 1944 года — тактический морской десант, высаженный Северным флотом в ходе Петсамо-Киркенесской операции Великой Отечественной войны.
Десантная операция была проведена на высоком уровне и увенчалась полным успехом: 14 октября окрестности порта и важные дороги вдоль побережья были очищены от противника, а на следующий день штурмом был взят город Петсамо (Печенга).

## План и подготовка операции
Порт Линахамари был главной базой для вывоза никеля из стратегически важных для Германии месторождений в районе города Петсамо, а также одной из важнейших военно-морских баз кригсмарине на побережье Баренцева моря. Эта база играла огромную роль в борьбе с советским Северным флотом и арктическими конвоями союзников в СССР, а также находилась на передовом рубеже обороны оккупированной немцами Норвегии от наступающей Советской армии. Порт и гавань Линахамари были превращены в мощный оборонительный район во фьорде Петсамовуоно. Узкий и глубоководный вход во фьорд был окружен высокими скальными берегами, у входа в который немцами была создана трёхслойная плотность артиллерийского и пулемётного огня, а в глубине залива — пятислойная. От входа в фьорд до порта расстояние составляло 18 миль, которые предстояло преодолевать в таких условиях. В целом система обороны Линахамари и залива насчитывала 4 береговые батареи 150- и 210-миллиметровых орудий, 20 батарей 88-миллиметровых зенитных орудий противовоздушной обороны, оборудованных для стрельбы по наземным и морским целям. Ключом к позиции была батарея 150-миллиметровых орудий (4 орудия) на мысе Крестовый (Ристиниеми), которая держала под обстрелом весь залив Петсамовуоно и гавань порта Линахамари. Рядом была размещена четырёхорудийная батарея 88-мм орудий. В порту на причалах были оборудованы железобетонные доты с бронированными колпаками.
Первоначально десантная операция при планировании наступления в Заполярье не намечалась, однако силами флота велась тщательная разведка местности. Поэтому, получив в ходе начавшейся операции сообщение командующего Карельским фронтом Маршала Советского Союза К. А. Мерецкова о спешном отступлении немецкой 20-й горной армии под командованием генерал-полковника Лотара фон Рендулича и желательности участия флота в срыве его планомерного отступления, командующий флотом предложил произвести высадку в наиболее укрепленный и важный, но при этом и наиболее разведанный порт Линахамари. Замысел операции состоял из захвата 2-х батарей на мысе Крестовый, после чего ночью в Линахамари высаживался морской десант. Особое внимание обращалось на подготовку командиров катеров высадки. Так, командующий Северным флотом адмирал А. Г. Головко лично проводил специальные совещания с командирами катеров. Он же лично осуществлял общее руководство операцией.

## Захват батарей на мысе Крестовый

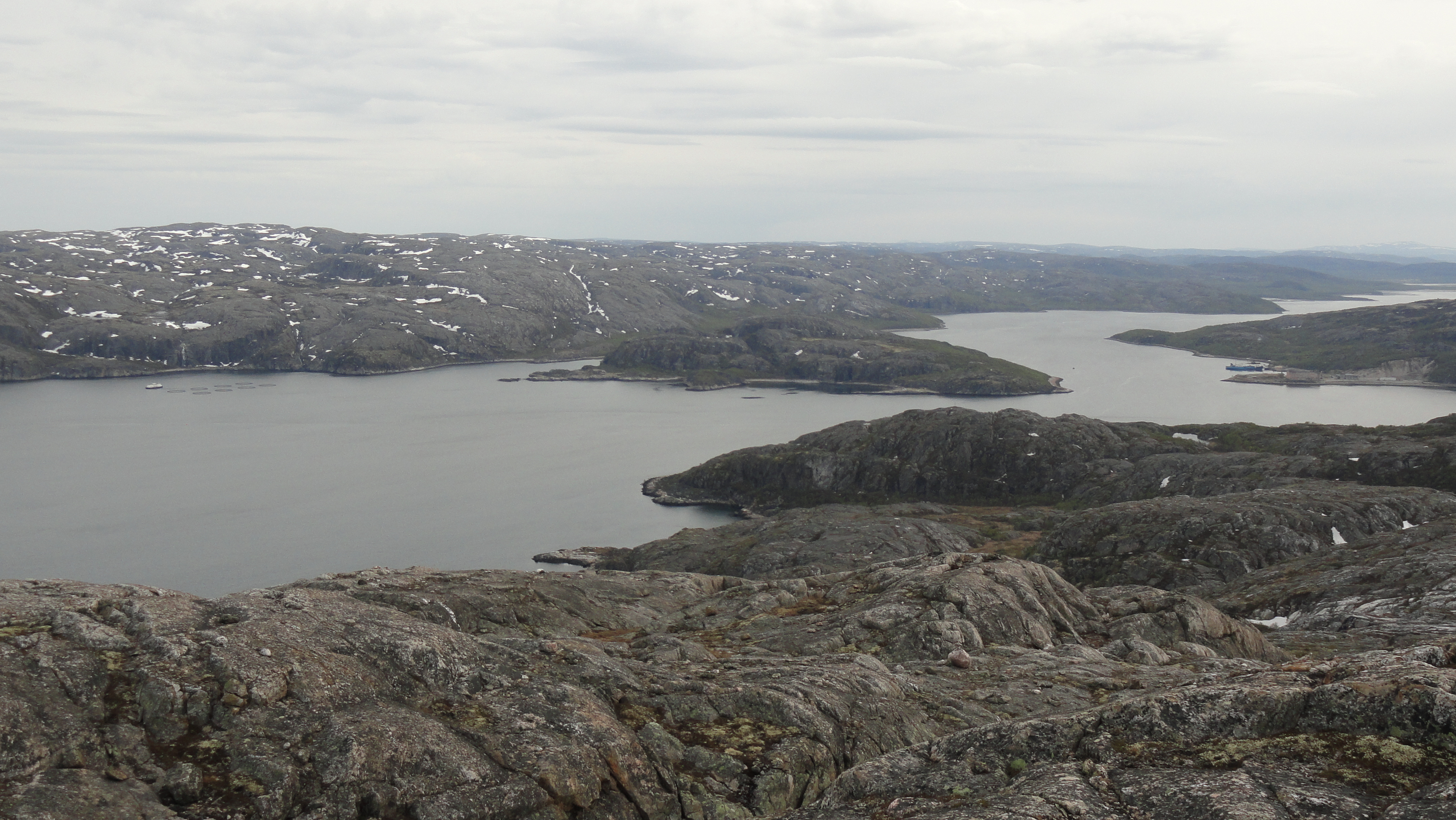
Мыс Крестовый (в центре). Вид с Линахамари.

Операцию по захвату батарей на мысе Крестовый проводили разведывательный отряд Северного оборонительного района (командир капитан И. П. Барченко-Емельянов ) и 181-й отряд особого назначения Северного флота (командир лейтенант В. Н. Леонов) — всего 195 человек. Ввиду непрерывного наблюдения за морем со стороны противника, отряды были высажены тремя торпедными катерами ещё 9 октября]] 1944 года в заливе Пунайнен-лахт, во время десантной операции в губе Малая Волоковая в более чем 30 километрах от цели, и с соблюдением тщательной маскировки совершили скрытный пеший переход к цели.
После короткого боя днём 12 октября 181-й отряд особого назначения овладел 88-мм батареей, а разведывательный отряд Северного флота блокировал 150-мм батарею и вступил в бой с её артиллеристами. Этот бой имел крайне упорный и драматический характер, но в результате эта батарея в ходе прорыва катеров с десантом в порт огонь открыть не смогла, а затем её орудия были подорваны самими немцами. В ходе боя немцы дважды пытались высадить на шлюпках подкрепление гарнизону батареи из порта Лиинахамари, но обе попытки были отражены разведчиками. Утром 13 октября на мыс была доставлена разведывательная рота из состава 63-й бригады морской пехоты Северного флота, усиленная взводом автоматчиков и взводом сапёров, а затем подошла группа высаженного по ошибке далеко от порта Лиинахамари десанта (до 50 человек). Объединивший эти силы под своим командованием И. П. Барченко-Емельянов направил одного из пленных немецких офицеров на позиции батареи с требованием капитуляции и около 20 часов местного времени уцелевший гарнизон батареи (78 человек) капитулировал. Потери диверсионного отряда составили 19 человек убитыми и 34 ранеными.

## Прорыв катеров с десантом в порт

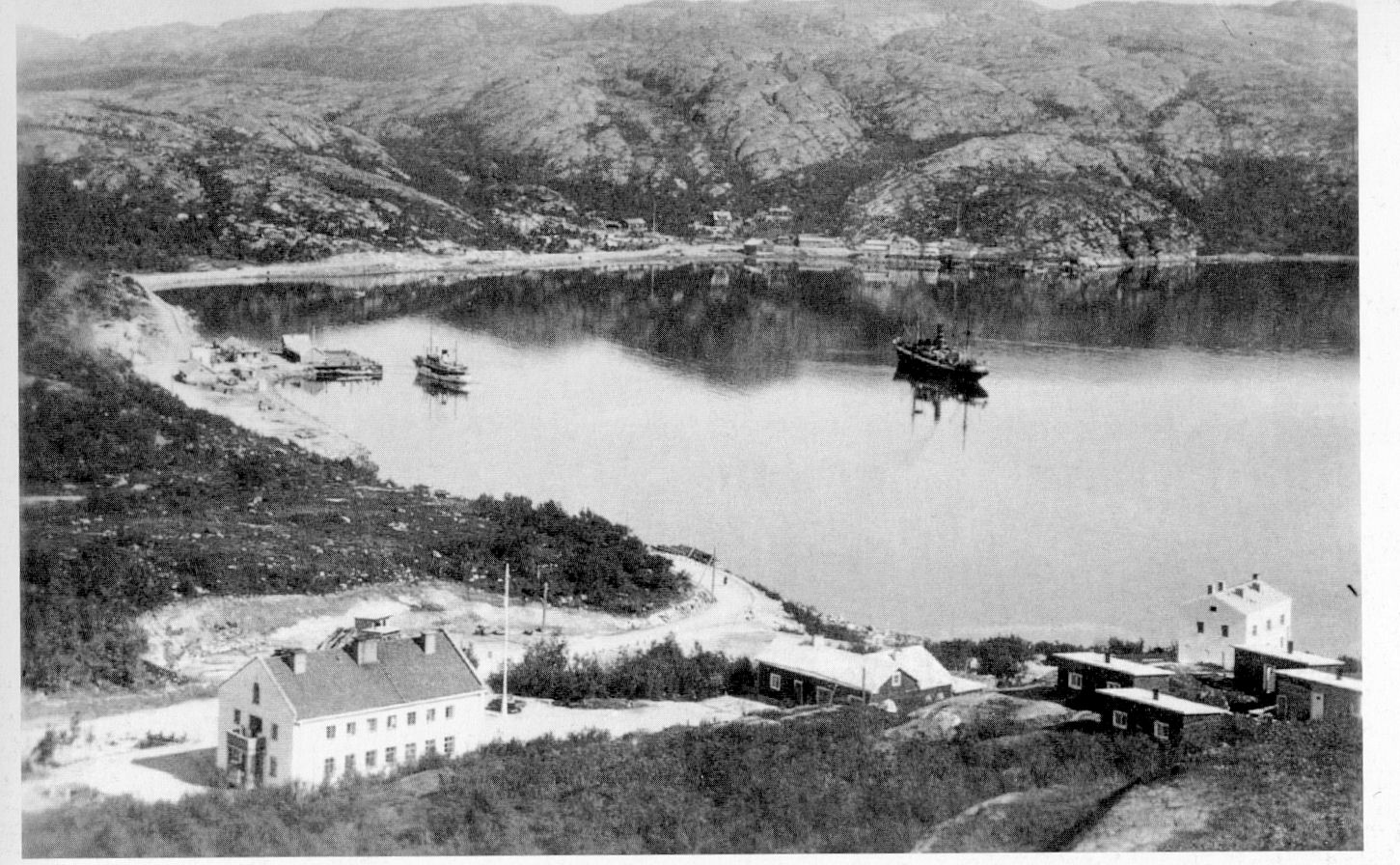
Порт Лиинахамари, 1930-е

Прорыв катеров с десантом начался вечером 12 октября 1944 года. Исходным пунктом перехода отряда десанта была бухта Пумманки на полуострове Рыбачий. Личный состав десанта был укомплектован из личного состава 349-го отдельного пулемётного батальона Северного оборонительного района, 125-го полка морской пехоты Береговой обороны Главной базы флота, добровольцами с кораблей флота, насчитывал 660 (по другим данным 658) человек (командир десанта — командир пулемётного батальона майор И. А. Тимофеев). В высадке были задействованы 8 торпедных катеров и 6 катеров «морской охотник», объединённых под командование капитана 3-го ранга С. Д. Зюзина.
Прорыв осуществлялся тремя эшелонами (отрядами). Передовой отряд прорыва включал 2 торпедных катера (командир отряда Герой Советского Союза командир отряда катеров 1-го дивизиона торпедных катеров бригады торпедных катеров Северного флота капитан-лейтенант А. О. Шабалин), первый эшелон десанта — 5 торпедных катеров (командир капитан 2-го ранга С. Г. Коршунович), второй эшелон — 1 торпедный катер и 6 катеров «морской охотник» (командир капитан 3-го ранга С. Д. Зюзин). Каждый отряд двигался с интервалом в 7 минут после предыдущего. Для скрытности перехода моторы всех катеров были оборудованы на подводный газовыхлоп (значительно уменьшался шум мотора).
В 21 часов 45 минут местного времени катера с десантом на борту вышли в море. Противник обнаружил подход катеров на расстоянии 20-30 кабельтовых от входа в залив, немедленно включив прожектора и открыв мощный заградительный огонь. В ответ по батареям открыла ответный огонь дальнобойная артиллерия флота. Катера на «самом полном» ходу с постановкой дымовых завес стремительно преодолели зону заградительного огня и ворвались в фьорд. Не снижая скорости, катера преодолели фьорд (имел прозвище «коридор смерти») и ворвались в гавань. В 23-28 местного времени передовой отряд высадил десантников на причалы под сильным пулемётно-миномётным обстрелом, следом в гавань врывались катера последующих эшелонов. Все катера высадили свои группы десантников в намеченных местах (только два катера из-за потери ориентировки произвели высадку в стороне от намеченных пунктов, из-за чего эти группы десантников не смогли принять участия в бою). Всего тремя эшелонами с 23:28 по 24:00 12 октября было высажено 552 человека. Шквальный артогонь противника исключал поддержку высаженного десанта огнём катеров, поэтому они после высадки немедленно покидали гавань. Основные силы десанта высаживались на причалы, часть — на берега фьорда для захвата береговых батарей.

## Действия десанта на берегу

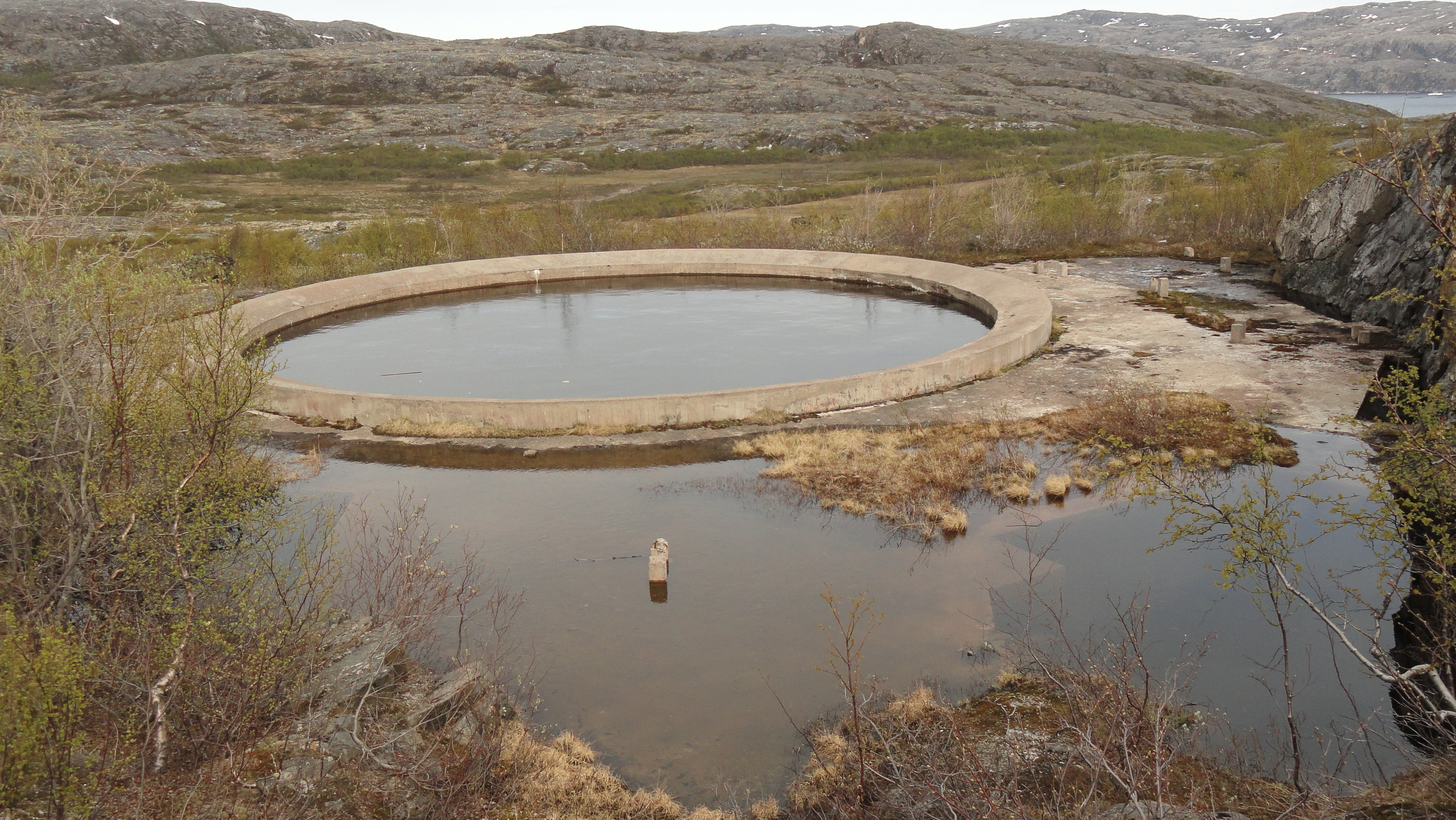
Остов немецкой артиллерийской позиции, Линахамари.

На берегу немедленно разгорелся жестокий ночной бой, часто переходящий в рукопашные схватки. Сразу были захвачены 3 причала и организована их оборона, затем штурмом взято здание портовой гостиницы, превращённой немцами в опорный пункт. Была уничтожена четырёхорудийная 210-мм артиллерийская батарея в порту, несколько дотов, захвачена батарея 20-мм автоматических пушек. К рассвету 13 октября порт Линахамари был очищен от врага. Однако часть важных пунктов в его окрестностях противник сумел удержать и опираясь на них, в течение дня 13 октября трижды контратаковал десантников силами от двух до четырёх рот. В помощь десанту вела огонь дальнобойная артиллерия флота с полуострова Средний, также была задействована авиация. К вечеру 13 октября немцы на грузовых автомобилях пытались перебросить в Лиинахамари до роты солдат, но эта колонна была замечена авиацией и уничтожена штурмовыми авиаударами. За день боя удалось подавить сопротивление ряда оборонительных пунктов врага, что позволило вечером 13 октября перейти в наступление. Ночью на 14 октября и утром в Линахамари были переброшены значительные подкрепления частей Северного флота и сухопутных войск. В течение этого дня окрестности порта и важные дороги вдоль побережья были очищены от противника. 15 октября штурмом был взят город Петсамо (Печенга).
Занятие порта Линахамари лишало противника возможности эвакуации морем и имело важное значение для обеспечения дальнейшего наступления войск фронта и действий флота. Порт был превращен в основной пункт снабжения армии, флот получил важную базу в Варангер-фьорде.
Десантная операция была проведена на высоком уровне и увенчалась полным успехом. Залогом успеха стали дерзкий замысел, высокое мастерство командиров катеров и их отрядов, массовый героизм личного состава. В ходе дерзкого прорыва потери в кораблях составили — 1 торпедный катер и 1 катер «морской охотник» повреждены артогнём, но смогли произвести высадку и благополучно покинуть порт. Катер СКА-428 выскочил на камни в порту, под огнём врага экипаж по приказу командира оставил катер и присоединился к десанту. Потери в экипажах катеров составили 4 убитых и 10 раненых.
По советским данным, потери немецких войск в Лиинахарами составили 433 человека только убитыми.

## Награды

«Здесь 13 октября 1944 года высадилась 1-я группа десанта освободителей п. Лиинахамари.»

Большое количество участников десанта награждены орденами и медалями. Герою Советского Союза Александру Шабалину присвоено звание дважды Героя Советского Союза, командиры отрядов катеров С. Г. Коршунович и С. Д. Зюзин удостоены звания Героя Советского Союза. Из состава участников штурма мыса Крестовый удостоены звания Героя Советского Союза командир отряда майор И. П. Барченко-Емельянов, лейтенант В. Н. Леонов, разведчики С. М. Агафонов и А. П. Пшеничных. Это же звание присвоено отличившемуся в ночном штурме порта старшему сержанту И. П. Каторжному.

## Документы
- «Отчёт о боевых действиях Северного флота в операции по освобождению Печенгской области и г. Киркинес от немецких захватчиков» от 13 ноября 1944 года // ОБД «Память народа»
- Схема боя десантного отряда (349 ОПБМП и отр. БОСФ) по захвату порта Лиинахамари с 12.10.44 по 15.10.44. Составил капитан 1 ранга Титов. // ОБД «Память народа»